# Superliga de Dinamarca 2011-12
La temporada 2011-12 de la Superliga danesa es la XXII edición de la liga de fútbol profesional de Dinamarca.
La temporada comenzó el 16 de julio de 2011 y  concluyó el 25 de mayo de 2012 con 6 partidos simultáneos. El F.C. Copenhague es el campeón defensor, después de ganar su noveno campeonato de la liga y la tercera temporada consecutiva, en la edición anterior. Finalmente, tras 33 jornadas, el FC Nordsjælland se coronó campeón con 68 puntos, sólo dos de ventaja sobre el campeón defensor. Así, este equipo lograría su primer título en la historia y aseguraría su primera participación en la Liga de Campeones de la UEFA.

## Equipos
El Randers FC y el Esbjerg fB terminaron la temporada 2010-11 en el lugar 11 y 12, respectivamente, y fueron descendidos a la 1 ª División 2011-12. Randers descendió después de cinco temporadas en la Superliga, mientras que Esbjerg salió después de 10 temporadas en la liga.
Los equipos descendidos fueron sustituidos por el Aarhus GF campeón de la 1.ª División 2010-11  y el subcampeón HB Køge. Ambos clubes hacen su retorno inmediato a la liga mayor de fútbol danés.
| Pos | Descendidos de la Superliga |
| --- | --------------------------- |
| 11º | Randers                     |
| 12° | Esbjerg fB                  |

| Pos | Ascendidos de la 1.ª División |
| --- | ----------------------------- |
| 1º  | Aarhus GF                     |
| 2º  | HB Køge                       |

### Participantes de la temporada 2011/12
| Club            | Ciudad     |
| --------------- | ---------- |
| Aalborg BK      | Aalborg    |
| Aarhus GF       | Aarhus     |
| Brøndby IF      | Brøndby    |
| FC Copenhague   | Copenhague |
| AC Horsens      | Horsens    |
| HB Køge         | Køge       |
| Lyngby BK       | Lyngby     |
| FC Midtjylland  | Herning    |
| FC Nordsjælland | Farum      |
| Odense BK       | Odense     |
| Silkeborg IF    | Silkeborg  |
| SønderjyskE     | Haderslev  |

## Clasificación
- Actualizada el 24 de mayo de 2012[1]

|  |     | Equipos             |  | PJ | PG | PE | PP | GF | GC | Dif | Pts |
|  | --- | ------------------- |  | -- | -- | -- | -- | -- | -- | --- | --- |
|  | 1.  | FC Nordsjælland (C) |  | 33 | 21 | 5  | 7  | 49 | 22 | 27  | 68  |
|  | 2.  | FC Copenhague       |  | 33 | 19 | 9  | 5  | 55 | 26 | 29  | 66  |
|  | 3.  | FC Midtjylland      |  | 33 | 17 | 7  | 9  | 50 | 40 | 10  | 58  |
|  | 4.  | AC Horsens          |  | 33 | 17 | 6  | 10 | 53 | 39 | 14  | 57  |
|  | 5.  | Aarhus GF           |  | 33 | 12 | 12 | 9  | 47 | 40 | 7   | 48  |
|  | 6.  | SønderjyskE         |  | 33 | 11 | 11 | 11 | 48 | 51 | -3  | 44  |
|  | 7.  | Aalborg BK          |  | 33 | 12 | 8  | 13 | 42 | 48 | -6  | 44  |
|  | 8.  | Silkeborg IF        |  | 33 | 11 | 10 | 12 | 51 | 47 | 4   | 43  |
|  | 9.  | Brøndby IF          |  | 33 | 9  | 9  | 15 | 35 | 46 | -11 | 36  |
|  | 10. | Odense BK           |  | 33 | 8  | 10 | 15 | 46 | 50 | -4  | 34  |
|  | 11. | Lyngby BK (D)       |  | 33 | 8  | 4  | 21 | 32 | 60 | -28 | 28  |
|  | 12. | HB Køge (D)         |  | 33 | 4  | 7  | 22 | 32 | 71 | -39 | 19  |

|  | En zona de clasificación para la fase de grupos de la Liga de Campeones 2012-13.            |
|  | En zona de clasificación para la tercera ronda previa de la Liga de Campeones 2012-13.      |
|  | En zona de clasificación para la cuarta ronda previa (play-off) de la Liga Europea 2012-13. |
|  | En zona de clasificación para la tercera ronda previa de la Liga Europea 2012-13.           |
|  | En zona de clasificación para la segunda ronda previa de la Liga Europea 2012-13.           |
|  | En zona de descenso a Primera División de Dinamarca 2012/13.                                |

| (C) Campeón    |
| (D) Descendido |

## Resultados
| Odense BK      | 2:0 | FC Nordsjælland | 16 de julio |
| FC Midtjylland | 1:2 | Silkeborg IF    | 17 de julio |
| AC Horsens     | 3:0 | HB Køge         | 17 de julio |
| SønderjyskE    | 0:2 | FC Copenhague   | 17 de julio |
| Brøndby IF     | 2:2 | Aalborg BK      | 17 de julio |
| Aarhus GF      | 2:1 | Lyngby BK       | 18 de julio |

| Silkeborg IF    | 0:1 | Brøndby IF     | 23 de julio |
| FC Copenhague   | 2:2 | Odense BK      | 23 de julio |
| FC Nordsjælland | 1:1 | AC Horsens     | 24 de julio |
| Lyngby BK       | 0:1 | SønderjyskE    | 24 de julio |
| Aalborg BK      | 2:1 | Aarhus GF      | 24 de julio |
| HB Køge         | 2:3 | FC Midtjylland | 25 de julio |

| Aarhus GF     | 2:2 | Odense BK       | 30 de julio |
| FC Copenhague | 2:0 | FC Nordsjælland | 30 de julio |
| Silkeborg IF  | 1:1 | SønderjyskE     | 31 de julio |
| Lyngby BK     | 3:1 | HB Køge         | 31 de julio |
| Brøndby IF    | 1:4 | AC Horsens      | 31 de julio |
| Aalborg BK    | 1:0 | FC Midtjylland  | 1 de agosto |

| SønderjyskE     | 3:1 | Aarhus GF     | 6 de agosto |
| AC Horsens      | 3:3 | Aalborg BK    | 6 de agosto |
| FC Midtjylland  | 2:1 | Lyngby BK     | 7 de agosto |
| HB Køge         | 2:4 | FC Copenhague | 7 de agosto |
| FC Nordsjælland | 2:1 | Silkeborg IF  | 7 de agosto |
| Odense BK       | 2:1 | Brøndby IF    | 7 de agosto |

| Aalborg BK      | 2:1 | Odense BK      | 13 de agosto |
| FC Copenhague   | 2:0 | FC Midtjylland | 13 de agosto |
| Lyngby BK       | 1:1 | AC Horsens     | 14 de agosto |
| Brøndby IF      | 2:2 | SønderjyskE    | 14 de agosto |
| FC Nordsjælland | 2:0 | HB Køge        | 14 de agosto |
| Silkeborg IF    | 1:1 | Aarhus GF      | 15 de agosto |

| Odense BK      | 3:1 | Lyngby BK       | 20 de agosto |
| AC Horsens     | 0:1 | FC Copenhague   | 20 de agosto |
| FC Midtjylland | 2:1 | FC Nordsjælland | 21 de agosto |
| HB Køge        | 3:0 | Silkeborg IF    | 21 de agosto |
| Aarhus GF      | 0:0 | Brøndby IF      | 21 de agosto |
| SønderjyskE    | 0:0 | Aalborg BK      | 22 de agosto |

| HB Køge         | 1:4 | Aalborg BK   | 27 de agosto |
| Odense BK       | 2:4 | SønderjyskE  | 28 de agosto |
| FC Nordsjælland | 4:0 | Lyngby BK    | 28 de agosto |
| FC Copenhague   | 2:1 | Silkeborg IF | 28 de agosto |
| FC Midtjylland  | 2:1 | Brøndby IF   | 28 de agosto |
| AC Horsens      | 0:3 | Aarhus GF    | 29 de agosto |

| Lyngby BK    | 0:1 | FC Copenhague   | 10 de septiembre |
| Silkeborg IF | 1:3 | Odense BK       | 10 de septiembre |
| Aalborg BK   | 1:2 | FC Nordsjælland | 11 de septiembre |
| SønderjyskE  | 1:3 | AC Horsens      | 11 de septiembre |
| Brøndby IF   | 5:0 | HB Køge         | 11 de septiembre |
| Aarhus GF    | 4:2 | FC Midtjylland  | 12 de septiembre |

| HB Køge         | 0:2 | Aarhus GF    | 17 de septiembre |
| FC Midtjylland  | 2:0 | SønderjyskE  | 18 de septiembre |
| Lyngby BK       | 0:2 | Silkeborg IF | 18 de septiembre |
| FC Nordsjælland | 2:0 | Brøndby IF   | 18 de septiembre |
| FC Copenhague   | 2:0 | Aalborg BK   | 18 de septiembre |
| AC Horsens      | 4:3 | Odense BK    | 19 de septiembre |

| Brøndby IF   | 1:2 | FC Copenhague   | 24 de septiembre |
| Aarhus GF    | 1:0 | FC Nordsjælland | 24 de septiembre |
| Silkeborg IF | 1:1 | AC Horsens      | 25 de septiembre |
| SønderjyskE  | 0:0 | HB Køge         | 25 de septiembre |
| Odense BK    | 1:4 | FC Midtjylland  | 25 de septiembre |
| Aalborg BK   | 1:2 | Lyngby BK       | 26 de septiembre |

| Silkeborg IF    | 1:1 | Aalborg BK  | 1 de octubre |
| Odense BK       | 2:1 | HB Køge     | 2 de octubre |
| Brøndby IF      | 1:0 | Lyngby BK   | 2 de octubre |
| FC Nordsjælland | 1:0 | SønderjyskE | 2 de octubre |
| FC Copenhague   | 1:1 | Aarhus GF   | 2 de octubre |
| FC Midtjylland  | 1:0 | AC Horsens  | 3 de octubre |

| FC Nordsjælland | 1:0 | Aalborg BK    | 15 de octubre |
| Lyngby BK       | 2:3 | Silkeborg IF  | 16 de octubre |
| HB Køge         | 1:3 | SønderjyskE   | 16 de octubre |
| Aarhus GF       | 0:0 | Odense BK     | 16 de octubre |
| FC Midtjylland  | 1:0 | Brøndby IF    | 16 de octubre |
| AC Horsens      | 2:0 | FC Copenhague | 17 de octubre |

| Lyngby BK     | 1:1 | Aarhus GF       | 22 de octubre |
| SønderjyskE   | 1:4 | AC Horsens      | 23 de octubre |
| Aalborg BK    | 2:1 | Odense BK       | 23 de octubre |
| HB Køge       | 1:1 | FC Midtjylland  | 23 de octubre |
| Silkeborg IF  | 2:1 | Brøndby IF      | 23 de octubre |
| FC Copenhague | 1:3 | FC Nordsjælland | 24 de octubre |

| AC Horsens      | 1:1 | Silkeborg IF  | 29 de octubre |
| Aarhus GF       | 2:0 | HB Køge       | 30 de octubre |
| FC Nordsjælland | 0:1 | Lyngby BK     | 30 de octubre |
| Brøndby IF      | 1:1 | Aalborg BK    | 30 de octubre |
| Odense BK       | 1:3 | FC Copenhague | 30 de octubre |
| FC Midtjylland  | 1:1 | SønderjyskE   | 31 de octubre |

| Aalborg BK    | 2:0 | AC Horsens      | 5 de noviembre |
| Silkeborg IF  | 4:1 | FC Midtjylland  | 6 de noviembre |
| HB Køge       | 0:2 | FC Nordsjælland | 6 de noviembre |
| FC Copenhague | 3:0 | Lyngby BK       | 6 de noviembre |
| Odense BK     | 0:0 | Brøndby IF      | 6 de noviembre |
| SønderjyskE   | 1:1 | Aarhus GF       | 7 de noviembre |

| AC Horsens      | 0:1 | Odense BK     | 19 de noviembre |
| Brøndby IF      | 2:1 | FC Copenhague | 20 de noviembre |
| Lyngby BK       | 2:2 | HB Køge       | 20 de noviembre |
| FC Nordsjælland | 2:0 | SønderjyskE   | 20 de noviembre |
| FC Midtjylland  | 1:3 | Aalborg BK    | 20 de noviembre |
| Aarhus GF       | 0:2 | Silkeborg IF  | 21 de noviembre |

| Odense BK     | 2:3 | FC Midtjylland  | 26 de noviembre |
| Silkeborg IF  | 1:2 | FC Nordsjælland | 27 de noviembre |
| SønderjyskE   | 3:1 | Lyngby BK       | 27 de noviembre |
| FC Copenhague | 2:1 | HB Køge         | 27 de noviembre |
| Aalborg BK    | 0:2 | Aarhus GF       | 27 de noviembre |
| Brøndby IF    | 0:1 | AC Horsens      | 28 de noviembre |

| Silkeborg IF    | 4:2 | Aalborg BK     | 3 de diciembre |
| FC Nordsjælland | 0:0 | FC Midtjylland | 4 de diciembre |
| HB Køge         | 1:1 | Brøndby IF     | 4 de diciembre |
| Lyngby BK       | 1:2 | AC Horsens     | 4 de diciembre |
| FC Copenhague   | 0:0 | Aarhus GF      | 4 de diciembre |
| SønderjyskE     | 0:4 | Odense BK      | 5 de diciembre |

| Aarhus GF      | 1:1 | FC Nordsjælland | 3 de marzo |
| FC Midtjylland | 1:2 | Lyngby BK       | 4 de marzo |
| Brøndby IF     | 1:0 | SønderjyskE     | 4 de marzo |
| AC Horsens     | 2:1 | HB Køge         | 4 de marzo |
| Aalborg BK     | 1:1 | FC Copenhague   | 4 de marzo |
| Odense BK      | 2:2 | Silkeborg IF    | 5 de marzo |

| Odense BK      | 0:1 | FC Nordsjælland | 10 de marzo |
| Aalborg BK     | 1:0 | Lyngby BK       | 11 de marzo |
| Silkeborg IF   | 0:1 | HB Køge         | 11 de marzo |
| FC Copenhague  | 2:0 | SønderjyskE     | 11 de marzo |
| Brøndby IF     | 0:0 | Aarhus GF       | 11 de marzo |
| FC Midtjylland | 4:1 | AC Horsens      | 12 de marzo |

| Aarhus GF       | 1:3 | AC Horsens     | 17 de marzo |
| Lyngby BK       | 1:0 | Odense BK      | 18 de marzo |
| FC Nordsjælland | 1:2 | Brøndby IF     | 18 de marzo |
| SønderjyskE     | 2:4 | Silkeborg IF   | 18 de marzo |
| FC Copenhague   | 0:0 | FC Midtjylland | 18 de marzo |
| HB Køge         | 1:1 | Aalborg BK     | 19 de marzo |

| Aalborg BK     | 1:2 | SønderjyskE     | 24 de marzo |
| Odense BK      | 2:4 | HB Køge         | 25 de marzo |
| AC Horsens     | 0:2 | FC Nordsjælland | 25 de marzo |
| Silkeborg IF   | 0:0 | FC Copenhague   | 25 de marzo |
| Brøndby IF     | 2:1 | Lyngby BK       | 25 de marzo |
| FC Midtjylland | 0:2 | Aarhus GF       | 26 de marzo |

| AC Horsens      | 1:0 | Aalborg BK    | 31 de marzo |
| FC Midtjylland  | 2:2 | Silkeborg IF  | 1 de abril  |
| FC Nordsjælland | 2:0 | HB Køge       | 1 de abril  |
| Lyngby BK       | 1:3 | FC Copenhague | 1 de abril  |
| Brøndby IF      | 1:0 | Odense BK     | 1 de abril  |
| Aarhus GF       | 1:3 | SønderjyskE   | 2 de abril  |

| Aalborg BK    | 1:2 | FC Midtjylland  | 4 de abril |
| SønderjyskE   | 1:0 | FC Nordsjælland | 5 de abril |
| HB Køge       | 1:4 | Lyngby BK       | 5 de abril |
| Silkeborg IF  | 2:1 | Aarhus GF       | 5 de abril |
| FC Copenhague | 3:1 | Brøndby IF      | 5 de abril |
| Odense BK     | 0:1 | AC Horsens      | 6 de abril |

| Aalborg BK     | 3:1 | Silkeborg IF    | 8 de abril |
| FC Midtjylland | 1:1 | FC Nordsjælland | 8 de abril |
| Odense BK      | 1:1 | SønderjyskE     | 9 de abril |
| Brøndby IF     | 1:1 | HB Køge         | 9 de abril |
| AC Horsens     | 0:0 | Lyngby BK       | 9 de abril |
| Aarhus GF      | 0:0 | FC Copenhague   | 9 de abril |

| FC Midtjylland  | 2:0 | Odense BK     | 14 de abril |
| FC Nordsjælland | 2:1 | Silkeborg IF  | 15 de abril |
| Lyngby BK       | 0:4 | SønderjyskE   | 15 de abril |
| HB Køge         | 0:5 | FC Copenhague | 15 de abril |
| AC Horsens      | 2:0 | Brøndby IF    | 15 de abril |
| Aarhus GF       | 1:1 | Aalborg BK    | 16 de abril |

| Aalborg BK    | 0:2 | FC Nordsjælland | 21 de abril |
| Silkeborg IF  | 3:0 | Lyngby BK       | 22 de abril |
| FC Copenhague | 2:1 | AC Horsens      | 22 de abril |
| SønderjyskE   | 2:1 | HB Køge         | 22 de abril |
| Brøndby IF    | 0:2 | FC Midtjylland  | 22 de abril |
| Odense BK     | 1:2 | Aarhus GF       | 23 de abril |

| FC Nordsjælland | 5:3 | Aarhus GF      | 28 de abril |
| Lyngby BK       | 1:2 | FC Midtjylland | 29 de abril |
| HB Køge         | 2:1 | AC Horsens     | 29 de abril |
| SønderjyskE     | 3:3 | Brøndby IF     | 29 de abril |
| FC Copenhague   | 3:0 | Aalborg BK     | 29 de abril |
| Silkeborg IF    | 1:1 | Odense BK      | 30 de abril |

| Aarhus GF       | 2:1 | Lyngby BK     | 2 de mayo |
| FC Nordsjælland | 1:0 | FC Copenhague | 2 de mayo |
| AC Horsens      | 5:0 | SønderjyskE   | 3 de mayo |
| FC Midtjylland  | 2:1 | HB Køge       | 3 de mayo |
| Brøndby IF      | 3:2 | Silkeborg IF  | 3 de mayo |
| Odense BK       | 1:2 | Aalborg BK    | 3 de mayo |

| Lyngby BK     | 0:2 | FC Nordsjælland | 5 de mayo |
| HB Køge       | 1:3 | Aarhus GF       | 6 de mayo |
| Silkeborg IF  | 0:1 | AC Horsens      | 6 de mayo |
| Aalborg BK    | 1:0 | Brøndby IF      | 6 de mayo |
| FC Copenhague | 1:1 | Odense BK       | 6 de mayo |
| SønderjyskE   | 1:1 | FC Midtjylland  | 7 de mayo |

| AC Horsens      | 2:1 | FC Midtjylland | 12 de mayo |
| Lyngby BK       | 3:2 | Aalborg BK     | 13 de mayo |
| SønderjyskE     | 2:2 | FC Copenhague  | 13 de mayo |
| HB Køge         | 1:3 | Silkeborg IF   | 13 de mayo |
| Aarhus GF       | 5:1 | Brøndby IF     | 13 de mayo |
| FC Nordsjælland | 0:0 | Odense BK      | 14 de mayo |

| FC Midtjylland | 1:0 | FC Copenhague   | 20 de mayo |
| Silkeborg IF   | 1:1 | SønderjyskE     | 20 de mayo |
| AC Horsens     | 3:1 | Aarhus GF       | 20 de mayo |
| Brøndby IF     | 0:1 | FC Nordsjælland | 20 de mayo |
| Aalborg BK     | 1:0 | HB Køge         | 20 de mayo |
| Odense BK      | 4:0 | Lyngby BK       | 20 de mayo |

| FC Nordsjælland | 3:0 | AC Horsens     | 23 de mayo |
| Lyngby BK       | 1:0 | Brøndby IF     | 23 de mayo |
| SønderjyskE     | 5:0 | Aalborg BK     | 23 de mayo |
| HB Køge         | 1:1 | Odense BK      | 23 de mayo |
| FC Copenhague   | 2:1 | Silkeborg IF   | 23 de mayo |
| Aarhus GF       | 0:2 | FC Midtjylland | 23 de mayo |

Fuente: Soccerway - Superliga de Dinamarca

## Máximos goleadores
| Pos. | Jugador          | Equipo        | Goles |
| ---- | ---------------- | ------------- | ----- |
| 1.º  | Dame N'Doye      | FC Copenhague | 18    |
| 2.º  | Nicklas Helenius | Aalborg BK    | 14    |
| 3.º  | César Santin     | FC Copenhague | 13    |
| 4.º  | Gilberto Macena  | AC Horsens    | 11    |
| 5.º  | Christian Holst  | Silkeborg IF  | 10    |
| 5.º  | Simon Makienok   | HB Køge       | 10    |
| 7.º  | Quincy Antipas   | SønderjyskE   | 9     |
| 7.º  | Emil Larsen      | Lyngby BK     | 9     |
| 7.º  | Marvin Pourié    | Silkeborg IF  | 9     |

| Campeón FC Nordsjælland 1.er título |